# Anopheles barbirostris
Anopheles barbirostris är en tvåvingeart som beskrevs av Wulp 1884. Anopheles barbirostris ingår i släktet Anopheles och familjen stickmyggor. Inga underarter finns listade i Catalogue of Life.